# Stephanuskirche (Seershausen)

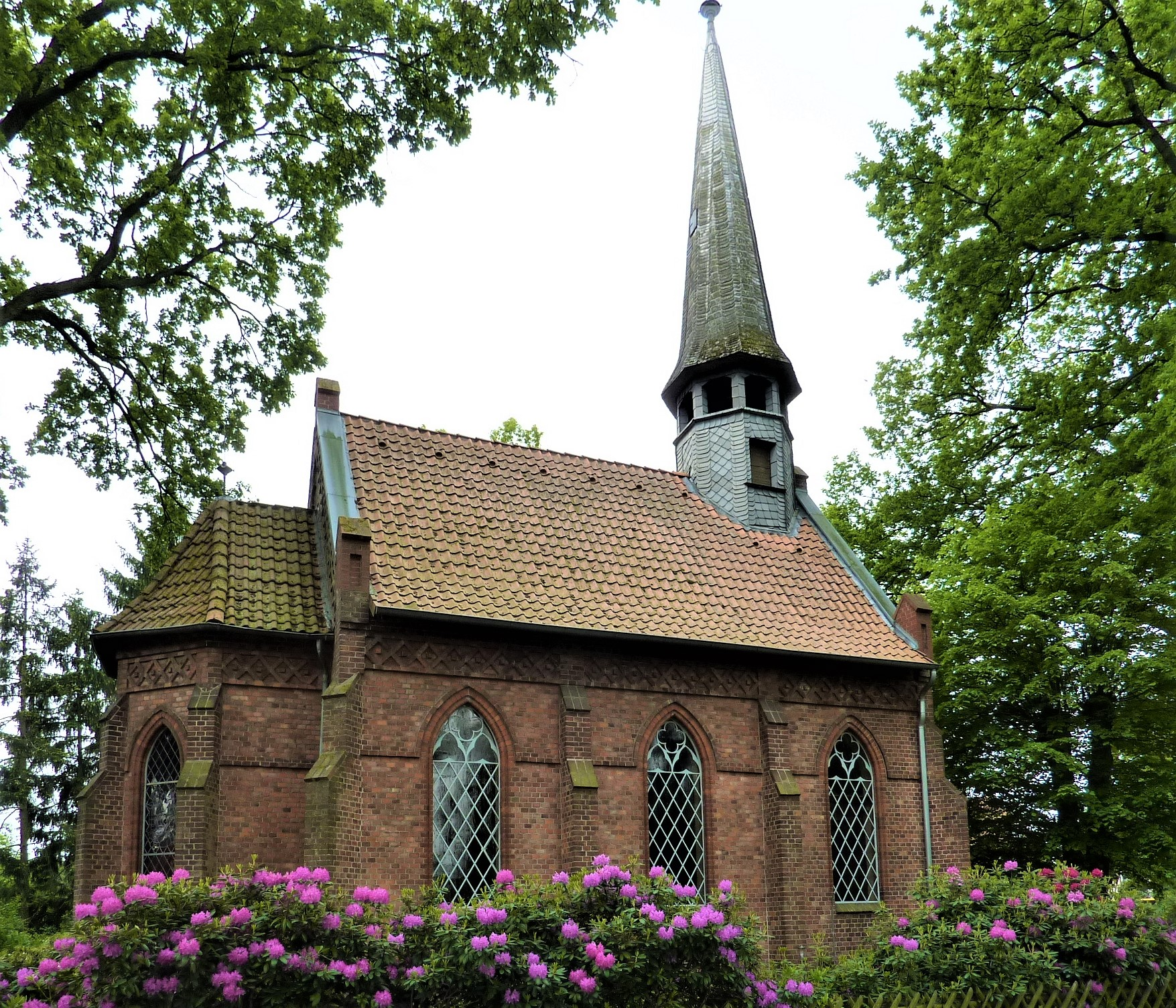
Stephanuskirche

Die evangelisch-lutherische denkmalgeschützte Stephanuskirche steht in Seershausen, einem Ortsteil der Gemeinde Meinersen der Samtgemeinde Meinersen im Landkreis Gifhorn von Niedersachsen. Die Stephanusgemeinde gehört zum Kirchenbezirk Niedersachsen-Süd der Selbständigen Evangelisch-Lutherische Kirche.
Im September 2014 wurde die durch Orgelbauer Amadeus Junker grundlegend überarbeitete und erweiterte Orgel der Kirche durch Bischof Hans-Jörg Voigt wieder zu ihrem Dienst geweiht.